# Pihlajasaari (ö i Kutujoki)
Pihlajasaari är en ö i Finland. Den ligger i vattendraget Kutujoki och i kommunen Vaala i den ekonomiska regionen  Oulunkaari  och landskapet Norra Österbotten, i den centrala delen av landet, 500 km norr om huvudstaden Helsingfors. Öns area är 0,8 hektar och dess största längd är 150 meter i nord-sydlig riktning.